# Changzhou
Changzhou ou Changchow (常州) é uma cidade da China, na província de Jiangsu. Localiza-se nas margens do Grande Canal, no leste do país. Tem cerca de 3.489.600 mil habitantes. Foi fundada por volta de 500 A.C.

## Cidades-irmãs

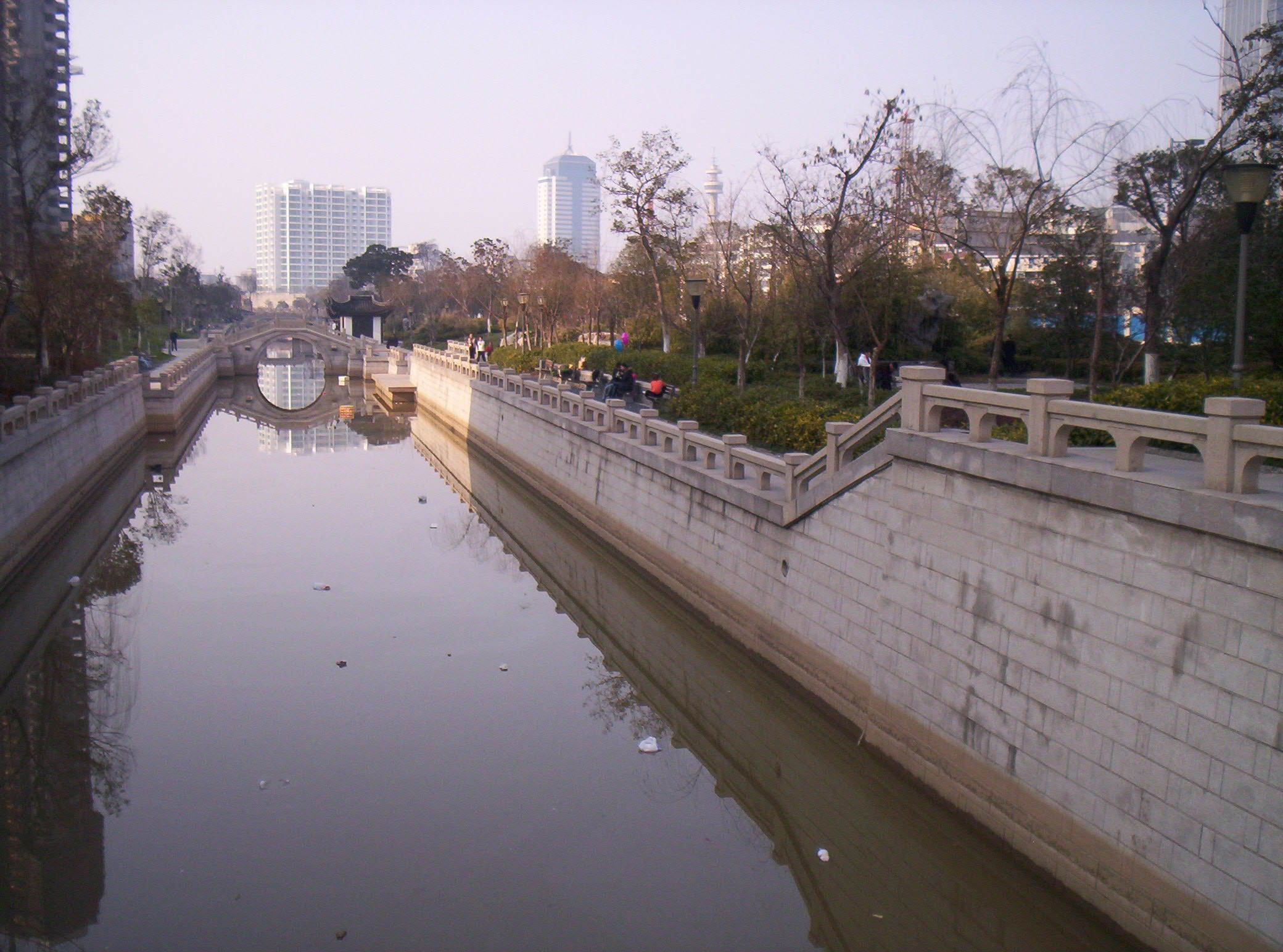
Uma vista de Changzhou

- Teresina, Brasil